# Protea obtusifolia
Protea obtusifolia (лат.) — кустарник, вид рода Протея (Protea) семейства Протейные (Proteaceae), эндемик Южной Африки. Протея с блестящими богато окрашенными цветочными головками, появляющимися зимой, один из немногих видов протей, которые растут на щелочных или кислых почвах, что делает этот вид одним из наиболее пригодных для культивирования в садах.

## Ботаническое описание

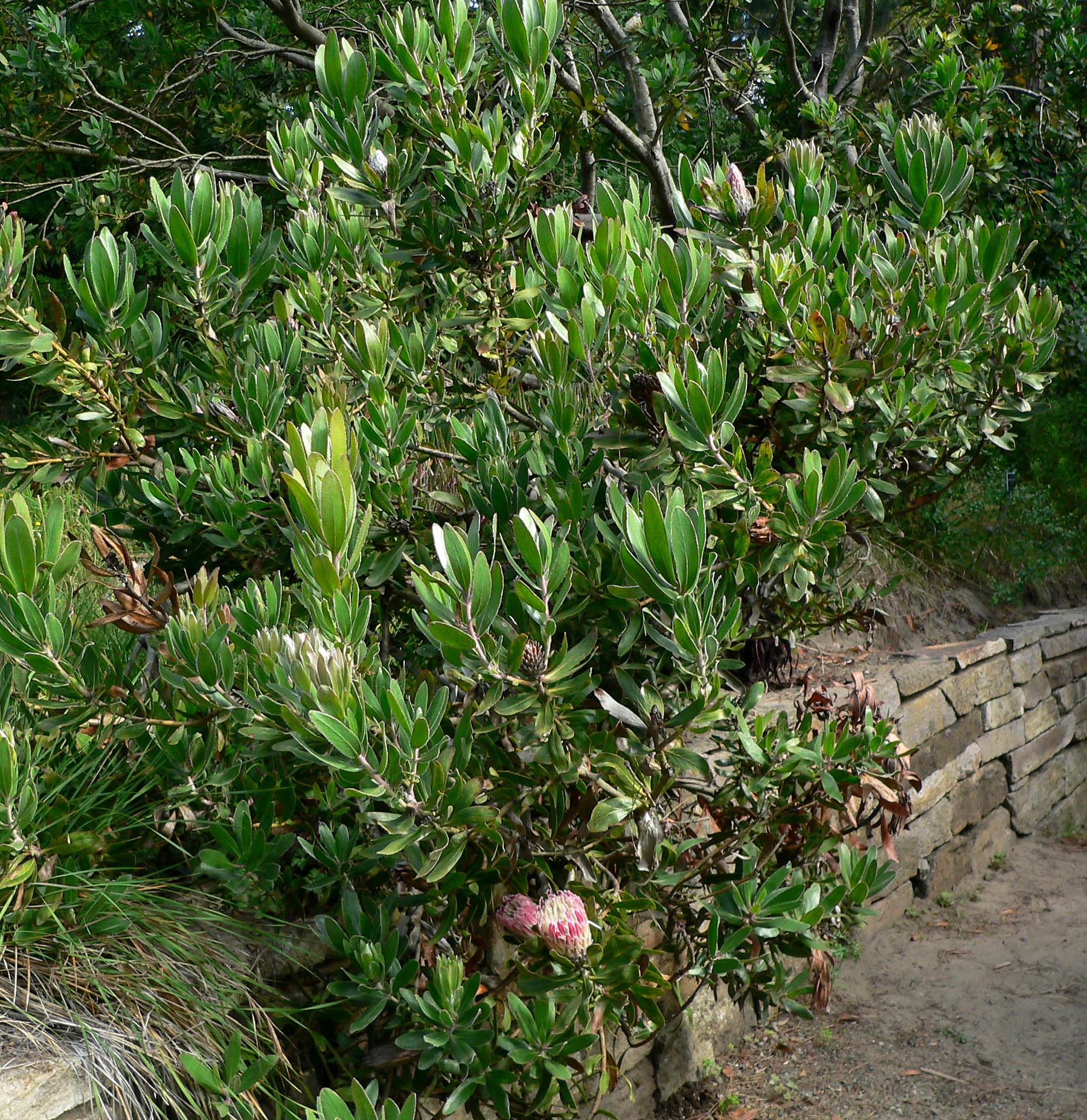
Общий вид кустарника Protea obtusifolia

Protea obtusifolia — крупный прямостоячий округлый кустарник высотой 2-4 м и шириной до 5 м с прочным основным стволом до 600 мм в диаметре. Листья загнуты вверх, широко-ланцетные, размером 100—150 x 20-40 мм, самая широкая часть выше середины, вершина листа тупая или закруглённая, сужающаяся к черешку. Листья насыщенно-тёмно-зелёные, в молодом возрасте покрыты тонкими мягкими волосками, а в зрелом — безволосые и кожистые. Protea obtusifolia имеет большие продолговатые цветочные головки размером 90-120 на 50-80 мм. Внутренние обволакивающие прицветники гладкие и блестящие, с бахромой из серебристо-белых волосков по краю. Их цвет варьирует от тёмно-карминного до кремово-белого со множеством оттенков розового цвета. Наружные обволакивающие прицветники покрыты мелкими тонкими волосками, а кончики становятся коричневыми даже у молодых соцветий. Цветение происходит с осени до весны (апрель-сентябрь), достигая пика в середине зимы (июнь-июль). Плод — небольшой сухой опушённый орех. Семена удерживаются внутри цветка до тех пор, пока ветка или весь куст не отомрёт. Для уборки урожая семена следует оставить на кусте для созревания примерно на семь месяцев. На каждую головку образуется всего несколько жизнеспособных семян.

## Таксономия
Вид Protea obtusifolia был обнаружен немецким садоводом, собирателем растений Й. Ф. Дрегем лишь в 1831 году. Это связано с тем, что большинство путешественников в ранние времена следовали по главной дороге, которая огибала хребты Рифирсондеренд и Лангеберх и обходила прибрежную равнину южного мыса и южную оконечность Африки, так что флора там оставались в основном неисследованной и неописанной. Впервые вид был описан в 1857 году Карлом Фридрихом Мейсснером.

## Распространение и местообитание
Protea obtusifolia — эндемик Южной Африки. Встречается вдоль южного побережья Кейптауна от Стэнфорда до мыса Игольный, мыса Инфанта и Стилбая до мыса Вакка у устья реки Гауритс. Раньше популяции встречались на западе до Хермануса и Онраста, но исчезли там в результате урбанизации территории. Вид растёт в густых зарослях на обнажениях известняка, встречающихся исключительно в известняке или почвах, полученных из известняка, часто укоренённый между трещинами и щелями в известняковой коренной породе. Protea obtusifolia противостоит засоленным ветрам в течение большей части года, а в некоторых частях своего ареала растения выдерживают непрерывные береговые ветра. Растения, растущие в таких условиях, низкорослые.

## Охранный статус
Вид классифицируется как близкий к уязвимому положению.